# Come Alive (Netsky)
Come alive is een nummer van de Belgische drum and bassproducer Netsky's tweede album 2. Het nummer kwam uit op 7 mei 2012 bij Hospital Records.

## Tracklist
| Nr. | Titel                            | Duur |
| --- | -------------------------------- | ---- |
| 1.  | Come Alive (Radioversie)         | 3:02 |
| 2.  | Come Alive                       | 4:10 |
| 3.  | Come Alive (Culture Shock Remix) | 5:08 |
| 4.  | Come Alive (Rockwell Remix)      | 5:38 |
| 5.  | Come Alive (Submerse Remix)      | 4:29 |

### Hitnotering

#### VlaamseUltratop 50
| Positie: | 15 | 27  | 26 | 29 | 29 | 11 | 11 | 10 | 12  | 14 | 16 | 14  | 11 | 11 | 11 | 10 | 15 | 29 | 38 | 36 |
| Week:    | 21 |     | 22 | 23 | 24 | 25 | 26 | 27 |     | 28 | 29 |     |    |    |    |    |    |    |    |    |
| Positie: | 46 | uit | 33 | 30 | 38 | 33 | 34 | 48 | uit | 39 | 42 | uit |    |    |    |    |    |    |    |    |